# Хончхон
Хончхо́н (кор. 홍천군?, 洪川郡?, Hongcheon-gun) — уезд в провинции Канвондо, Южная Корея.

## История
В эпоху Трёх царств территория современного Хончхона входила в состав государства Когурё. Тогда здесь располагался район Пуллёкчхон (Пуллёкчхонхён). После того, как эта местность была завоёвана государством Силла, название было изменено на Нокхё. В 1018 году, в эпоху династии Корё, Хончхон обрёл современное название. В 1413 году Хончхон получил административный статус хён. 3 августа 1896 года Хончхон получил статус уезда (кун или гун).

## География
Хочнчхон расположен в центральной части провинции Канвондо. Граничит с уездами Индже и Янъян на северо-востоке, уездами Хвенсон и Пхёнчхан на юге, провинцией Кёнгидо на западе и городом Чхунчхон на севере. Ландшафт преимущественно горный, образован отрогами гор Тхэбэксан. По территории уезда протекает река Хончхонган, приток реки Пукханган.

## Климат
| Показатель                    | Янв.  | Фев. | Март | Апр. | Май   | Июнь  | Июль  | Авг.  | Сен.  | Окт. | Нояб. | Дек. | Год    |
| ----------------------------- | ----- | ---- | ---- | ---- | ----- | ----- | ----- | ----- | ----- | ---- | ----- | ---- | ------ |
| Средний суточный максимум, °C | 1,6   | 5,1  | 11,2 | 19,3 | 24,2  | 28,0  | 29,5  | 30,2  | 25,9  | 19,9 | 11,3  | 4,1  | 17,5   |
| Средняя температура, °C       | −5,5  | −2,3 | 3,7  | 10,8 | 16,3  | 21,0  | 24,0  | 24,2  | 18,7  | 11,6 | 4,1   | −2,6 | 10,3   |
| Средний суточный минимум, °C  | −11,5 | −8,4 | −2,6 | 3,1  | 9,4   | 15,3  | 20,0  | 20,1  | 14,0  | 5,9  | −1,4  | −8   | 4,7    |
| Норма осадков, мм             | 20,4  | 25,7 | 45,6 | 66,2 | 105,2 | 140,6 | 397,0 | 316,3 | 178,9 | 49,5 | 40,9  | 19,1 | 1405,4 |
| Источник:                     |       |      |      |      |       |       |       |       |       |      |       |      |        |

## Административное деление
Хончхон административно делится на 1 ып и 9 мён:
| Название   | Хангыль | Площадь, км² | Население, чел | Внутреннее деление |
| ---------- | ------- | ------------ | -------------- | ------------------ |
| Хончхонып  | 홍천읍  | 107,15       | 34 869         | 13 ри              |
| Наммён     | 남면    | 120,32       | 6 440          | 11 ри              |
| Нэмён      | 내면    | 447,98       | 3 697          | 6 ри               |
| Нэчхонмён  | 내촌면  | 146,49       | 2 441          | 8 ри               |
| Пукпанмён  | 북방면  | 146,42       | 4 331          | 18 ри              |
| Сомён      | 서면    | 123,39       | 4 440          | 12 ри              |
| Сосокмён   | 서석면  | 225,28       | 4 141          | 8 ри               |
| Тонмён     | 동면    | 149,62       | 3 663          | 11 ри              |
| Тучхонмён  | 두촌면  | 140,53       | 2 644          | 7 ри               |
| Хвачхонмён | 화촌면  | 210,79       | 4 985          | 4 ри               |

## Культура
- Фестиваль женьшеня — проходит каждый год в октябре.[5]
- Мемориал Нам Гунъыка, просветителя и борца за независимость колониальной Кореи от Японии в начале XX века. Здесь расположен музей и могила Нам Гунъыка.[6]
- Музей музыкальных инструментов — содержит большую экспозицию в основном корейских национальных инструментов. В экспозиции более 100 предметов.[7]

## Туризм и достопримечательности
Природные:
- Гора Пхальбонсан — невысокая гора (327,4 м), входящая в число самых известных гор Кореи. Пхальбон по-корейски означает «8 вершин». Гора популярна среди любителей горного туризма.[8]
- Гора Карисан — высотой 1051 м. Несколько туристических маршрутов, водных источников и водопадов. С 1995 года лес на горе Карисан находится под охраной государства.[9]
- Минеральный источник в Кванвонни — расположен в юго-западной части уезда. Вода из источника содержит 15 минеральных компонентов, считается лечебной. В 1992 году здесь была выстроена инфраструктура, позволяющая пользоваться водой всем желающим.[10]
- Долина Мияк — живописная долина с несколькими водопадами, речками и густым девственным лесом. Сейчас является туристическим центром.[11]
- Водопад Карён — расположен у подножия горы Пэгамсан (1099 м). Высота — 50 м, является одним из самых высоких в стране. Удалённость от человеческих поселений и туристических маршрутов позволяет сохранять высокую чистоту источников, питающих этот водопад.[12]

Исторические:
- Буддистский храм Сутхаса — здесь хранится несколько ценных исторических экспонатов, охраняемых государством. В начале XXI века храм был отреставрирован и открыт в мае 2005 года. При храме расположен музей, открытый также в 2005 году.[13]

Курорты:
- Горный курорт Тэмён — 13 различных лыжных трасс.[14]
- Аквапарк в парке Вивальди.[15]

## Символы
Как и остальные города и уезды в стране, Хончхон имеет ряд символов:
- Цветок: азалия — олицетворяет простоту и скромность жителей уезда.
- Дерево: сосна — вечнозелёная сосна символизирует неизменность любви жителей к своему родному краю.
- Птица: сорока — символизирует развитие и процветание уезда.
- Маскот: капелька Мугунги — является олицетворением девственной природы уезда.